# Susten VS
Koordinaten: 46° 19′ N, 7° 38′ O; CH1903: 615557 / 128853
Susten (walliserdeutsch: Suschtu; französisch: La Souste) ist eine Pfarrgemeinde des Dekanats Leuk und eine Ortschaft der Gemeinde Leuk im gleichnamigen Bezirk im deutschsprachigen Teil des Schweizer Kantons Wallis.

## Geografie
Das Dorf Susten liegt auf der linken Seite der Rhone auf dem östlichen Teil eines grossen Schuttkegels, der nach der letzten Eiszeit durch unzählige Murgänge des Wildbaches Illgraben entstanden ist. Das Flussbett der Rhone verläuft in dieser Region direkt an der Nordflanke des Rhonetales.
Der Ort an sich wird westlich durch den Illgraben, nördlich durch den Rotten sowie östlich und südlich durch eine ausgeprägte Wiesen- und Heckenlandschaft begrenzt. Die Gegend ausserhalb des eigentlichen Dorfes wird als Leukergrund bezeichnet. Dort befinden sich noch die Weiler Feithieren, Gampinen, Pletschen und das bereits an Agarn angrenzende Briannen. Durch Strassen verbunden, sind heute praktisch alle Siedlungen zusammengewachsen.

## Geschichte
Das Gebiet gehörte seit jeher zur einflussreichen Burgerschaft von Leuk. An der damaligen Landstrasse gelegen, war es als Suste ein wichtiger Lagerumschlagsplatz und wichtige Einnahmequelle für das Städtchen Leuk während des Mittelalters. Aus dieser Zeit sind keine Bauten erhalten. Zu den heute ältesten Gebäuden gehören Teile des Altersheimes St. Josef, dem ehemaligen Schloss der Familie von Werra, das frühere Hotel Susten und die sogenannte Alte Suste.
Das Dorf, früher auch «Leuker Suste» genannt, umfasste 1910 etwa achtzig Haushaltungen. In den 60er und 70er Jahren kam es zu einer regen Bautätigkeit, als immer mehr Familien aus den umliegenden Bergdörfern in den Talgrund zogen. Heute umfasst Susten, zusammen mit dem Leukergrund, mehr als 2500 Einwohner und ist damit die bevölkerungsreichste Ortschaft im Bezirk Leuk.
Kirchlich gehörte Susten und Leukergrund zur Pfarrei Leuk, die früher den ganzen Zenden Leuk umfasste. Bereits 1910 wurde der Wunsch nach einem Rektorat und einer eigenen Kapelle geäussert. Bischof Viktor Bieler gab 1934 das Einverständnis zur Errichtung eines Rektorates und schlug den Bau einer Kirche vor. Die Scheune neben dem Schulhaus wurde 1935 zur Kapelle umgebaut und 1936 nahm der Rektor der Pfarrei Leuk in Susten Wohnsitz.
Die Beschaffung der nötigen Mittel für den Kirchenbau zog sich wegen der wirtschaftlichen Lage und wegen des Zweiten Weltkrieges in die Länge. Die Kirche wurde schliesslich 1949 gebaut. Bischof Nestor Adam weihte 1954 das Gotteshaus ein und erhob 1962 das bisherige Rektorat zur Pfarrei Susten-Leukergrund.